# Conduttività elettrica
La conduttività elettrica, o conducibilità elettrica, indicata con {\displaystyle \sigma }, è la conduttanza elettrica specifica di un conduttore.
Definita da Stephen Gray nel 1731, il suo strumento di misura è il conducimetro. L'unità di misura del sistema internazionale è siemens su metro (S/m).

## Definizione
Nel caso più semplice, in presenza di un corpo conduttore immerso in un campo elettrico, come solitamente all'interno di un resistore, un conduttore segue semplicemente la legge di Ohm (e viene detto “lineare”, “ideale” o “ohmico”) per cui la densità di corrente elettrica in ogni punto di un corpo conduttore cresce linearmente con il campo elettrico locale. La conduttività locale (cioè in un punto del corpo conduttore) è allora semplicemente la costante di proporzionalità tra densità di corrente locale e campo locale:
{\displaystyle \sigma ={\frac {j}{E}}}
dove:
- E è il campo elettrico
- j è la densità di corrente elettrica locale

L’unità di misura è il siemens/metro. L'inverso della conduttività elettrica viene definito resistività: 
{\displaystyle \rho =\sigma ^{-1}}.
Più in generale, nel caso di conduttori non lineari, si può definire la conduttività (che in generale può variare con il campo elettrico locale) come la derivata parziale della densità di corrente rispetto al campo elettrico:
{\displaystyle \sigma (E)={\frac {\partial j}{\partial E}}}
Per i corpi anisotropi, come certi cristalli, la corrente generata da un campo elettrico non è parallela alla direzione del campo; in questi casi si può definire un tensore del secondo ordine (rappresentabile come una matrice) di conduttività tra la densità di corrente ed il campo elettrico e quindi una legge di Ohm generalizzata:
{\displaystyle \sigma _{ik}={\frac {\partial j_{i}}{\partial E_{k}}}}
In ogni caso la matrice di conduttività è simmetrica: {\displaystyle \sigma _{ik}=\sigma _{ki}}.
I conduttori, come i metalli, hanno alta conduttività, mentre gli isolanti, come il vetro, e il vuoto hanno bassa conduttività. In un semiconduttore la conduttività risente di condizioni esterne come variazioni, anche piccole, di temperatura ed esposizione a campi elettrici o a radiazioni elettromagnetiche di determinate frequenze; in questo caso la seconda equazione non è più valida, mentre lo rimane la prima.

## Modelli microscopici

### Modello classico
Come spiegato da Paul Drude nel suo modello, nei conduttori i portatori di carica si muovono come in un mezzo molto viscoso. Dalla meccanica del punto, se la viscosità è molto elevata il sistema raggiunge rapidamente la condizione per cui la velocità di flusso {\displaystyle {\vec {u}}} raggiunge la velocità limite {\displaystyle {\vec {u}}_{\infty }} (detta in questo contesto velocità di deriva), in quanto la fase di accelerazione del moto avviene in un tempo trascurabile. Da un punto di vista della dinamica del punto materiale, a regime, se {\textstyle {\vec {E}}} è il campo elettrico presente localmente, {\textstyle e} è la carica elettrica dei portatori (normalmente gli elettroni), la forza elettrostatica di trascinamento {\textstyle q{\vec {E}}} viene bilanciata dalla forza d'attrito viscoso che dipende dalla velocità di flusso {\textstyle -m_{e}{\vec {u}}/\tau }. Dunque alla velocità di deriva:
{\textstyle e{\vec {E}}-m_{e}{\vec {u}}_{\infty }/\tau =0}.
ovvero:
{\displaystyle {\vec {u}}_{\infty }({\vec {E}})=\mu {\vec {E}}}
dove {\displaystyle \mu } è la mobilità elettrica (in m2/(V⋅s) o equivalentemente in C⋅s/kg) e {\displaystyle {\vec {E}}} il campo elettrico (V/m).
Dalla definizione di densità di corrente elettrica si ha che {\textstyle {\vec {u}}_{\infty }={\frac {\vec {j}}{en}}}. Sostituendo, si ottiene {\textstyle e{\vec {E}}=m_{e}{\frac {\vec {j}}{en\tau }}}, da cui risulta la legge di Ohm in forma microscopica:
{\textstyle {\vec {j}}({\vec {E}})={\frac {e^{2}}{m_{e}}}n\tau {\vec {E}}=\sigma {\vec {E}}\qquad \quad (1)}
dove la costante di proporzionalità:
{\textstyle \sigma ={\frac {e^{2}}{m_{e}}}n\tau }
viene detta conduttività elettrica che dipende dalle proprietà microscopiche del materiale e in particolare è semplicemente proporzionale al prodotto tra densità elettronica e tempo di rilassamento:
{\textstyle \sigma (n,\tau )\sim n\tau \qquad \quad (2)}
Il modello trascura le interazioni a distanza tra elettroni e ioni e le interazioni tra elettroni, limitandosi a considerare la sola possibilità di collisioni istantanee tra elettroni liberi e ambiente. Il tempo medio tra collisioni, indicato con {\displaystyle \tau }, è detto tempo di rilassamento.
Il tempo di rilassamento è in tutti i metalli molto piccolo, come si evince da alcuni casi mostrati in tabella.
| Elemento | {\displaystyle n\ (10^{28}\ m^{-3})} | {\displaystyle \tau (10^{-14}\ s)} | {\displaystyle \sigma _{[293K]}\ (10^{6}\ S/m)} |
| -------- | ------------------------------------ | ---------------------------------- | ----------------------------------------------- |
| Na       | 2,65                                 | 2,8                                | 21,0                                            |
| Cu       | 8,47                                 | 2,5                                | 59,5                                            |
| Al       | 18,1                                 | 0,74                               | 37,7                                            |
| Fe       | 17                                   | 0,22                               | 10,4                                            |

La velocità di deriva è di molti ordini di grandezza inferiore alla velocità quadratica media dovuta alla agitazione termica.
Nel caso di conduttori in cui siano presenti portatori di carica di diversa natura come ad esempio i semiconduttori, è più semplice usare la conduttività per descrivere i fenomeni di conduzione rispetto alla mobilità.
La relazione che lega le due grandezze mobilità e conduttività è comunque ricavabile per sostituzione dal modello sopra descritto e risulta semplicemente:
{\textstyle \sigma =en\mu }
ovvero:
{\textstyle \sigma =\rho \mu \qquad \quad (3)}
dove ρ è la densità di carica elettrica degli elettroni in moto di deriva (da non confondere con la resistività elettrica, una grandezza fisica diversa).

#### Corrente alternata
Il modello microscopico della legge di Ohm si può estendere facilmente in corrente alternata alla relazione fra i fasori:
{\displaystyle {\vec {j}}_{\omega }=\sigma (\omega ){\vec {E}}_{\omega }}
in cui la conducibilità subisce però una correzione dovuta alla oscillazione del campo e della corrente con pulsazione ω:
{\displaystyle \sigma (\omega )={\frac {e^{2}}{m_{e}}}n\tau {\frac {1}{1-i\omega \tau }}={\frac {\sigma _{0}}{1-i\omega \tau }}}
La presenza di τ in combinazione con la pulsazione ω fa infatti sì che vi sia uno sfasamento tra corrente e tensione, e questo con l'algebra dei numeri complessi si esprime mediante una conducibilità complessa. Solo quando {\displaystyle \omega \tau \approx 0.1} si cominciano a risentire effetti connessi con la parte immaginaria della resistenza. Ma abbiamo visto come {\displaystyle \tau } sia dell'ordine di frazioni di picosecondo per cui solo alle frequenze molto elevate (a partire dall'infrarosso) si hanno effetti connessi con la parte immaginaria della conducibilità.

### Modello quantistico
Esaminiamo la conduttività elettrica usando il modello dell'elettrone libero della meccanica quantistica. Allo zero assoluto gli elettroni occupano degli stati all'interno della sfera di Fermi nello spazio {\displaystyle k}. Essendo la sfera di Fermi centrata attorno a {\displaystyle k=0} per ogni stato con un certo valore {\displaystyle {\vec {k}}_{a}} ne esisterà un altro {\displaystyle -{\vec {k}}_{a}} in
maniera tale che la quantità di moto totale del gas di elettroni è nulla.
La cosa non cambia a {\displaystyle T\neq 0} infatti la distribuzione di Fermi-Dirac rende semplicemente meno netta la occupazione degli stati nella zona vicina alla sfera di Fermi, ma ugualmente vi è un'esatta compensazione dei vettori d'onda.
Infatti la distribuzione degli stati non cambia con la temperatura.
L'applicazione di un campo elettrico {\displaystyle {\vec {E}}} cambia l'equazione di Schrödinger con l'aggiunta di un termine costante additivo in assenza di dissipazione. Ma se, con considerazioni simili a quelle che si vengono fatte nel caso classico (il modello di Drude), si tiene conto della interazione con le imperfezioni l'effetto medio del campo elettrico è solo un aumento alle velocità possedute da ogni elettrone di una [[velocità
di deriva]] {\displaystyle {\vec {u}}_{\infty }}. Quindi il vettore d'onda di ogni elettrone
cambierà di:
{\displaystyle \Delta {\vec {k}}={\frac {m_{e}}{\hbar }}{\vec {u}}_{\infty }}
Quindi tutti gli elettroni si muovono nei nuovi stati spostati di {\displaystyle \Delta {\vec {k}}} dai vecchi. Gli stati occupati stanno ancora in una sfera, ma ora tale sfera è centrata attorno a {\displaystyle {\vec {k}}=\Delta {\vec {k}}}.
Notiamo che {\displaystyle \Delta {\vec {k}}} è in direzione opposta ad {\displaystyle {\vec {E}}}
a causa della carica negativa degli elettroni. Vediamo come ora non tutti gli elettroni sono in coppie di {\displaystyle {\vec {k}}_{a}}
e {\displaystyle -{\vec {k}}_{a}}. Alcuni stati su una sfera 
non sono occupati come prima ed altri sulla direzione opposta, che
non erano occupati, sono ora occupati. C'è quindi uno sbilanciamento ed il valore medio della quantità di moto totale non è più nullo, quindi si ha una corrente elettrica.
Essendo {\displaystyle u_{\infty }\ll u_{F}}, l'effetto è piccolo e quasi tutti gli elettroni sono compensati a coppie. Gli elettroni non compensati sono solo in una piccolissima regione attorno alla superficie di Fermi. Tutti gli altri elettroni sono compensati e loro quantità di moto media è nulla. Tali elettroni non contribuiscono assolutamente alla corrente elettrica. La corrente elettrica dipende solamente dagli elettroni non compensati vicini alla superficie di Fermi. Quindi sono una piccolissima frazione degli elettroni partecipano alla conduzione.
Quindi a differenza dal caso classico dove tutti gli elettroni partecipavano alla conduzione con una velocità media {\displaystyle u_{\infty }}, nel quadro quantistico solo gli elettroni con velocità circa eguale a quella di Fermi {\displaystyle u_{F}} partecipano alla conduzione. Quindi il numero di tali elettroni è circa:
{\displaystyle \Delta n=n{\frac {u_{\infty }}{u_{F}}}}
quindi la densità di corrente sarà circa:
{\displaystyle {\vec {j}}\cong \Delta n\,e\,{\vec {u}}_{F}=ne{\vec {u}}_{\infty }}
che è lo stesso valore trovato nel caso classico, ma con un numero estremamente ridotto di elettroni di conduzione.
Nel modello quantistico, {\displaystyle {\vec {u}}_{\infty }} ha le dimensioni di una velocità, ma è legato allo spostamento della superficie di Fermi, e non e la velocità di deriva media come nel modello di Drude.
Utilizzando gli stessi ragionamenti del modello di Drude si ricava che:
{\displaystyle {\vec {u}}_{\infty }=-{\frac {e}{m_{e}}}\tau {\vec {E}}}
ora {\displaystyle \tau } diventa però il tempo di rilassamento per gli elettroni vicini alla superficie di Fermi.
La conducibilità elettrica quindi diventa anche in questo modello eguale a:
{\displaystyle \sigma ={\frac {e^{2}}{m_{e}}}n\tau }
Quindi, poiché la forma della distribuzione delle velocità degli elettroni non influenza il calcolo della conducibilità in DC ed in AC o nel calcolo del coefficiente di Hall, la trattazione di questi fenomeni non cambia sostanzialmente se si usa la statistica classica o quella di Fermi-Dirac.
Il cammino libero medio è:
{\displaystyle \ell =u_{F}\tau }
e rappresenta la distanza media percorsa dai soli elettroni vicino alla superficie di Fermi. Il modello di Drude considera il cammino libero medio connesso alla distanza tra gli ioni nel materiale, questo implica un moto 
diffusivo degli elettroni dovuto alla collisione con gli ioni. Nel modello di Sommerfield il cammino libero medio dipende dalla velocità di Fermi e quindi è un ordine di grandezza maggiore del caso classico, come si anche viene verificato sperimentalmente. Il cammino libero è quindi non il risultato della collisione con gli ioni, ma invece è legato alle imperfezioni dei materiali, i difetti e alle fluttuazioni termiche.

## Misurazione
A livello macroscopico, se viene misurata una conduttanza elettrica di un corpo conduttore, si può risalire alla conducibilità media del corpo attraverso l'equazione:
{\displaystyle {\bar {\sigma }}=G{\frac {\ell }{S}}={\frac {I\ell }{S\Delta V}}}
dove:
- G è la conduttanza elettrica del corpo conduttore
- ℓ è la lunghezza del percorso della corrente nel corpo conduttore
- S è l'area della sezione trasversale alla corrente del corpo conduttore
- I è la corrente elettrica nel corpo conduttore
- ΔV è la differenza di potenziale misurata ai capi del corpo conduttore.

Infatti il campo medio nel corpo è proporzionale alla differenza di potenziale e la densità di corrente media nel corpo è proporzionale alla corrente totale:
{\displaystyle {\bar {j}}={\frac {I}{S}}}
{\displaystyle {\bar {E}}={\frac {\Delta V}{\ell }}}

## Resistività e conducibilità di vari materiali
- Un conduttore come un metallo ha un'alta conducibilità e una bassa resistività.
- Un isolante elettrico come il vetro ha una bassa conducibilità e un'alta resistività.
- La conducibilità di un semiconduttore è generalmente intermedia, ma varia ampiamente in base a condizioni differenti, come l'esposizione del materiale a campi elettrici o a specifiche frequenze della luce, e, cosa più importante, alla temperatura e alla composizione del materiale semiconduttore.

Il grado di drogaggio dei semiconduttori influisce notevolmente sulla conducibilità. Fino a un certo punto, un aumento del drogaggio comporta una maggiore conducibilità. La conducibilità di una soluzione acquosa dipende fortemente dalla sua concentrazione di sali disciolti e di altre specie chimiche che si ionizzano nella soluzione. La conducibilità elettrica dei campioni d'acqua è utilizzata come indicatore della quantità di sali, ioni o impurità: più l'acqua è pura, più bassa è la conducibilità (cioè, più alta è la resistività). Le misurazioni della conducibilità in acqua sono spesso espresse come conducibilità specifica, riferita alla conducibilità dell'acqua pura a 25 °C. Un misuratore di conducibilità è normalmente utilizzato per misurare la conducibilità in una soluzione.
Un riepilogo generale è riportato nella seguente tabella:
| Materiale          | Conduttività, σ (S/m) |
| ------------------ | --------------------- |
| Superconduttori    | ∞                     |
| Metalli            | 108                   |
| Semiconduttori     | Variabile             |
| Elettroliti        | Variabile             |
| Isolanti elettrici | 10-16                 |
| Superisolanti      | 0                     |

La tabella seguente mostra i valori misurati per la resistività (ρ), la conducibilità (σ) e il coefficiente di temperatura (α) per alcuni materiali selezionati alla temperatura di 20 °C:
| Materiale                                         | Resistività, ρ, a 20 °C (Ω·m) | Conduttività, σ, a 20 °C (S/m) | Coefficiente di temperatura α (K−1) | Riferimento                                                           |
| ------------------------------------------------- | ----------------------------- | ------------------------------ | ----------------------------------- | --------------------------------------------------------------------- |
| Argento                                           | 1,59×10−8                     | 63,0×106                       | 3,80×10−3                           | [ 4 ] [ 5 ]                                                           |
| Rame                                              | 1,68×10−8                     | 59,6×106                       | 4,04×10−3                           | [ 6 ] [ 7 ]                                                           |
| Rame ricotto                                      | 1,72×10−8                     | 58,0×106                       | 3,93×10−3                           | [ 8 ]                                                                 |
| Oro                                               | 2,44×10−8                     | 41,1×106                       | 3,40×10−3                           | [ 4 ]                                                                 |
| Alluminio                                         | 2,65×10−8                     | 37,7×106                       | 3,90×10−3                           | [ 4 ]                                                                 |
| Ottone (5% Zn)                                    | 3,00×10−8                     | 33,4×106                       |                                     | [ 9 ]                                                                 |
| Calcio                                            | 3,36×10−8                     | 29,8×106                       | 4,10×10−3                           |                                                                       |
| Rodio                                             | 4,33×10−8                     | 23,1×106                       |                                     |                                                                       |
| Tungsteno                                         | 5,60×10−8                     | 17,9×106                       | 4,50×10−3                           | [ 4 ]                                                                 |
| Zinco                                             | 5,90×10−8                     | 16,9×106                       | 3,70×10−3                           | [ 10 ]                                                                |
| Ottone (30% Zn)                                   | 5,99×10−8                     | 16,7×106                       |                                     | [ 11 ]                                                                |
| Cobalto                                           | 6,24×10−8                     | 16,0×106                       | 7,00×10−3                           |                                                                       |
| Nichel                                            | 6,99×10−8                     | 14,3×106                       | 6,00×10−3                           |                                                                       |
| Rutenio                                           | 7,10×10−8                     | 14,1×106                       |                                     |                                                                       |
| Litio                                             | 9,28×10−8                     | 10,8×106                       | 6,00×10−3                           |                                                                       |
| Ferro                                             | 9,70×10−8                     | 10,3×106                       | 5,00×10−3                           | [ 4 ]                                                                 |
| Platino                                           | 10,6×10−8                     | 9,43×106                       | 3,92×10−3                           | [ 4 ]                                                                 |
| Stagno                                            | 10,9×10−8                     | 9,17×106                       | 4,50×10−3                           |                                                                       |
| Bronzo fosforoso (0,2% P / 5% Sn)                 | 11,2×10−8                     | 8,94×106                       |                                     | [ 13 ]                                                                |
| Gallio                                            | 14,0×10−8                     | 7,10×106                       | 4,00×10−3                           |                                                                       |
| Niobio                                            | 14,0×10−8                     | 7,00×106                       |                                     | [ 14 ]                                                                |
| Acciaio al carbonio (1010)                        | 14,3×10−8                     | 6,99×106                       |                                     | [ 15 ]                                                                |
| Piombo                                            | 22,0×10−8                     | 4,55×106                       | 3,90×10−3                           | [ 4 ]                                                                 |
| Galinstan                                         | 28,9×10−8                     | 3,46×106                       |                                     | [ 16 ]                                                                |
| Titanio                                           | 42,0×10−8                     | 2,38×106                       | 3,80×10−3                           |                                                                       |
| Grain oriented electrical steel                   | 46,0×10−8                     | 2,17×106                       |                                     | [ 17 ]                                                                |
| Manganese                                         | 48,2×10−8                     | 2,07×106                       | 0,002×10−3                          | (vedi anche Tabella della resistività. hyperphysics.phy-astr.gsu.edu) |
| Costantana                                        | 49,0×10−8                     | 2,04×106                       | 0,008×10−3                          | [ 19 ]                                                                |
| Acciaio inossidabile                              | 69,0×10−8                     | 1,45×106                       | 0,94×10−3                           | [ 20 ]                                                                |
| Mercurio                                          | 98,0×10−8                     | 1,02×106                       | 0,90×10−3                           | [ 18 ]                                                                |
| Bismuto                                           | 129×10−8                      | 7,75×105                       |                                     |                                                                       |
| Manganese                                         | 144×10−8                      | 6,94×105                       |                                     |                                                                       |
| Plutonio (0 °C)                                   | 146×10−8                      | 6,85×105                       |                                     |                                                                       |
| Nichrome                                          | 110×10−8                      | 6,70×105                       | 0,40×10−3                           | [ 4 ]                                                                 |
| Carbonio (grafite) parallelamente al piano basale | 250×10−8 to 500×10−8          | 2×105 to 3×105                 |                                     | [ 22 ]                                                                |
| Carbonio (amorfo)                                 | 0,5×10−3 to 0,8×10−3          | 1,25×103 to 2,00×103           | −0,50×10−3                          | [ 4 ] [ 23 ]                                                          |
| Carbonio (grafite) perpendicolare al piano basale | 3,0×10−3                      | 3,3×102                        |                                     | [ 22 ]                                                                |
| GaAs                                              | 10−3 to 108                   | 10−8 to 103                    |                                     | [ 24 ]                                                                |
| Germanio                                          | 4,6×10−1                      | 2,17                           | −48,0×10−3                          | [ 4 ] [ 5 ]                                                           |
| Acqua di mare                                     | 2,1×10−1                      | 4,8                            |                                     | [ 25 ]                                                                |
| Acqua da piscina                                  | 3,3×10−1 to 4,0×10−1          | 0,25×100 to 0,30×100           |                                     |                                                                       |
| Acqua potabile                                    | 2×101 to 2×103                | 5×10−4 to 5×10−2               |                                     | [ senza fonte ]                                                       |
| Ossa                                              | 1,66×102                      | 6×10−3                         |                                     | [ 26 ]                                                                |
| Silicon                                           | 2,3×103                       | 4,35×10−4                      | −75,0×10−3                          | [ 4 ] [ 27 ]                                                          |
| Legno (umido)                                     | 103 to 104                    | 10−4 to 10−3                   |                                     | [ 28 ]                                                                |
| Acqua deionizzata                                 | 1,8×105                       | 4,2×10−5                       |                                     | [ 29 ]                                                                |
| Acqua ultrapura                                   | 1,82×105                      | 5,49×10−6                      |                                     | [ 30 ] [ 31 ]                                                         |
| Vetro                                             | 1011 to 1015                  | 10−15 to 10−11                 |                                     | [ 4 ] [ 5 ]                                                           |
| Carbonio (diamante)                               | 1012                          | ~10−13                         |                                     | [ 32 ]                                                                |
| Gomma dura                                        | 1013                          | 10−14                          |                                     | [ 4 ]                                                                 |
| Aria                                              | 109 to 1015                   | ~10−15 to 10−9                 |                                     | [ 33 ] [ 34 ]                                                         |
| Legno (essiccato in forno)                        | 1014 to 1016                  | 10−16 to 10−14                 |                                     | [ 28 ]                                                                |
| Zolfo                                             | 1015                          | 10−16                          |                                     | [ 4 ]                                                                 |
| Quarzo fuso                                       | 7,5×1017                      | 1,3×10−18                      |                                     | [ 4 ]                                                                 |
| PET                                               | 1021                          | 10−21                          |                                     |                                                                       |
| PTFE (teflon)                                     | 1023 to 1025                  | 10−25 to 10−23                 |                                     |                                                                       |

Il coefficiente di temperatura effettivo varia in base alla temperatura e al livello di purezza del materiale. Il valore a 20 °C è solo un'approssimazione se applicato ad altre temperature.
Ad esempio, per il rame, il coefficiente diventa minore a temperature più elevate, e il valore di α = 0,00427 è comunemente specificato a 0 °C.
La resistività estremamente bassa (e quindi l'alta conducibilità) dell'argento è una caratteristica tipica dei metalli.
George Gamow ha riassunto con chiarezza la relazione tra i metalli e gli elettroni nel suo libro di divulgazione scientifica Uno, due, tre... Infinito (1947):
Quando un filo metallico è soggetto a una forza elettrica applicata ai suoi estremi, questi elettroni liberi si muovono nella direzione della forza, formando quella che chiamiamo corrente elettrica.»
In termini più tecnici, il modello dell'elettrone libero fornisce una descrizione base del flusso di elettroni nei metalli.
Il legno è comunemente considerato un eccellente isolante, ma la sua resistività dipende fortemente dal contenuto di umidità: il legno bagnato è un isolante peggiore di almeno un fattore 1010 rispetto a quello essiccato in forno.
In ogni caso, una tensione sufficientemente alta – come quella di un fulmine o di alcune linee elettriche ad alta tensione – può causare la rottura dell'isolamento e costituire un pericolo di folgorazione, anche con legno apparentemente asciutto.

## Metalli
I metalli in genere sono conduttori ohmici: la conduttività è costante al variare della densità di corrente che scorre nel metallo. La conduttività nei metalli varia invece molto in funzione della temperatura: un aumento di questa porta a una diminuzione della conducibilità perché i portatori di carica (gli elettroni) risentono di una diminuzione della mobilità a causa dell'aumento di vibrazioni reticolari all'interno del materiale. Quello che ha la più alta conducibilità è l'argento. il modello di Drude descrive la dipendenza della conduttività del metallo da parametri microscopici del reticolo metallico:
{\displaystyle \sigma ={\frac {e^{2}}{m_{e}}}n\tau }
dove:
- τ è il tempo di rilassamento, ossia l'intervallo medio tra due urti elettrone-reticolo atomico
- n è la densità elettronica
- e è la carica dell'elettrone
- m è la massa dell'elettrone.

La principale dipendenza della conduttività dalla temperatura secondo questo modello è riconducibile al parametro τ, che è approssimabile con il rapporto tra la distanza interatomica e la velocità termica della particella:
{\displaystyle \tau ={\frac {l}{v_{T}}},\quad v_{T}={\sqrt {\frac {3k_{\mathrm {B} }T}{m}}}}
Tuttavia l'andamento osservato sperimentalmente è diverso perché nei metalli reali sono sempre presenti delle imperfezioni del reticolo che ne discostano il comportamento da quello ideale (perfettamente regolare) e inoltre non tutti gli elettroni contribuiscono alla circolazione di carica elettrica:
{\displaystyle \sigma \propto {\begin{cases}{\dfrac {1}{T}}&{\mbox{(alte T)}}\\\\{\dfrac {1}{T^{5}+\alpha N_{\mathrm {imp} }}}&{\mbox{(basse T)}}\end{cases}}}
dove:
- {\displaystyle N_{\mathrm {imp} }} è il numero di impurezze e difetti nel reticolo;
- {\displaystyle \alpha } è una costante di proporzionalità.

Per ricavare un modello più preciso è necessario tener conto anche delle ipotesi della meccanica quantistica relativamente agli stati nel quale possono trovarsi gli elettroni e della meccanica statistica per quanto riguarda le distribuzioni energetiche delle particelle, come nel cosiddetto modello di Sommerfeld. Secondo il quale:
{\displaystyle \sigma ={1 \over 3}e^{2}g(E_{\mathrm {F} })f(E_{\mathrm {F} };T)\tau u_{\mathrm {F} }^{2}}
dove:
- g è il numero di stati elettronici (densità) per energia
- f è la distribuzione di Fermi-Dirac
- τ è il tempo tra due urti (in questo caso quantistici)
- u è la velocità di flusso dell'elettrone
- il pedice F è relativo a energia e velocità massime consentite dette di Fermi.

## Conduttività relativa
In elettrotecnica si usa talvolta per comodità la conduttività relativa, prendendo come riferimento il rame (il conduttore standard):
{\displaystyle \sigma _{\mathrm {Cu} }=5,8\times 10^{7}\,\mathrm {S/m} }
Quindi vale la relazione di conversione:
{\displaystyle \sigma =\sigma _{\mathrm {r} }\sigma _{\mathrm {Cu} }}
La conduttività relativa è un numero puro, che indica il rapporto rispetto alla conducibilità di riferimento (quella del rame).

### Annotazioni
1. ↑  I valori in questa colonna aumentano o diminuiscono la mantissa della resistività. Ad esempio, a 30 °C (303 K), la resistività dell’argento è 1,65×10−8.
2. ↑  La conduttività dell'argento metallico non è significativamente migliore di quella del rame per la maggior parte degli usi pratici – la differenza può essere facilmente compensata aumentando lo spessore del filo di rame del 3%. Tuttavia, l'argento è preferito per i contatti elettrici esposti perché l’argento corroso è un conduttore tollerabile, mentre il rame corroso funziona come discreto isolante, come la maggior parte dei metalli corrosi.
3. ↑  Il rame è ampiamente utilizzato in apparecchiature elettriche, cablaggi ed in cavi per telecomunicazioni.
4. ↑  Nonostante la sua conduttività sia inferiore a quella del rame, l'oro è comunemente usato nei contatti elettrici poiché non si corrode facilmente.
5. ↑  Comunemente usato per linee aeree con cavi in alluminio rinforzato in acciaio (ACSR).
6. 1 2  Cobalto e rutenio sono considerati per sostituire il rame in circuiti integrati prodotti in nodi avanzati
7. ↑  Acciaio inossidabile austenitico contenente il 18% di cromo e l'8% di nichel
8. ↑  Lega di nichel, ferro e cromo comunemente usata negli elementi riscaldanti.
9. 1 2  La resistività dei semiconduttori dipende fortemente dalla presenza di impurità nel materiale.
10. ↑  Corresponde a una salinità media di 35 g/kg a 20 °C.
11. ↑  Il pH dovrebbe essere intorno a 8,4 e la conduttività nell'intervallo di 2,5–3 mS/cm. Il valore inferiore è appropriato per acqua appena preparata. La conduttività viene usata per la determinazione dei TDS (total dissolved solids).
12. ↑  Questo intervallo di valori è tipico di acqua potabile di alta qualità e non è un indicatore diretto della qualità dell'acqua.
13. ↑  La conduttività è minima con gas monatomici presenti; varia a 12×10−5 in assenza totale di gas, o a 7,5×10−5 dopo equilibratura con l'atmosfera a causa di CO2 disciolta.

### Fonti
1. ↑  Landau, §21.
2. ↑  N.W. Ashcroft and N.D. Mermin "Solid State Physics", 1976, p. 10, ISBN 978-0-03-083993-1
3. ↑   Evgeny Tsymbal, Electronic Transport (PDF), su University of Nebraska-Lincoln, 2008.
4. 1 2 3 4 5 6 7 8 9 10 11 12 13 14 15   Raymond A. Serway, Principles of Physics, 2nd, Fort Worth, Texas; London, Saunders College Pub, 1998,  p.  602., ISBN 978-0-03-020457-9.
5. 1 2 3   David Griffiths, 7 Electrodynamics, in Alison Reeves (a cura di), Introduction to Electrodynamics, 3rd, Upper Saddle River, New Jersey, Prentice Hall, 1999  [1981],  p.  286, ISBN 978-0-13-805326-0, OCLC 40251748.
6. ↑   R.A. Matula, Electrical resistivity of copper, gold, palladium, and silver (PDF), in Journal of Physical and Chemical Reference Data, vol. 8, n. 4, 1979,  p. 1147, DOI:10.1063/1.555614.
7. ↑   Douglas Giancoli, 25 Electric Currents and Resistance, in Jocelyn Phillips (a cura di), Physics for Scientists and Engineers with Modern Physics, 4th, Upper Saddle River, New Jersey, Prentice Hall, 2009  [1984],  p. 658, ISBN 978-0-13-149508-1.
8. ↑   Copper wire tables, su archive.org, United States National Bureau of Standards.
9. ↑   Industrial: Design Guide - Conductivity of Brass (Calcolato come "56% della conduttività del rame puro" (5,96E-7)). Recuperato il 12 gennaio 2023.
10. ↑   Costanti fisiche (archiviato dall'url originale il 23 novembre 2011) (PDF; vedi pagina 2, tabella in basso a destra). Recuperato il 17 dicembre 2011.
11. ↑   Industrial: Design Guide - Conductivity of Brass (Calcolato come "28% della conduttività del rame puro" (5,96E-7)). Recuperato il 12 gennaio 2023.
12. ↑   Temperature Coefficient of Resistance | Electronics Notes, su electronics-notes.com.
13. ↑   Industrial: Design Guide - Conductivity of Phosphor Bronze (Calcolato come "15% della conduttività del rame puro" (5,96E-7)). Recuperato il 12 gennaio 2023.
14. ↑   Material properties of niobium.
15. ↑   AISI 1010 Steel, cold drawn. Matweb
16. ↑   Ch. Karcher e V. Kocourek, Free-surface instabilities during electromagnetic shaping of liquid metals, in Proceedings in Applied Mathematics and Mechanics, vol. 7, n. 1, dicembre 2007,  pp. 4140009–4140010, DOI:10.1002/pamm.200700645, ISSN 1617-7061 (WC · ACNP).
17. ↑   JFE steel (PDF), su jfe-steel.co.jp.
18. 1 2   Douglas C. Giancoli, Physics: Principles with Applications, 4th, London, Prentice Hall, 1995, ISBN 978-0-13-102153-2.
19. ↑  John O'Malley (1992) Schaum's outline of theory and problems of basic circuit analysis, p. 19, McGraw-Hill Professional, ISBN 0-07-047824-4
20. ↑  Glenn Elert (ed.),  "Resistività dell'acciaio", The Physics Factbook, recuperato e  archiviato (archiviato dall'url originale il 6 giugno 2011) il 16 giugno 2011.
21. ↑  Probabilmente il metallo con il valore più elevato di resistività elettrica.
22. 1 2  Hugh O. Pierson, Handbook of carbon, graphite, diamond, and fullerenes: properties, processing, and applications, p. 61, William Andrew, 1993 ISBN 0-8155-1339-9.
23. ↑  Y. Pauleau, Péter B. Barna, P. B. Barna (1997) Protective coatings and thin films: synthesis, characterization, and applications, p. 215, Springer, ISBN 0-7923-4380-8.
24. ↑   Milton Ohring, Engineering materials science, Volume 1, 3rd, Academic Press, 1995,  p. 561, ISBN 978-0125249959.
25. ↑   Proprietà fisiche dell'acqua di mare (archiviato dall'url originale il 18 gennaio 2018).
26. ↑   S. Sovilj, R. Magjarević, N. H. Lovell e S. Dokos, Simplified 2D Bidomain Model of Whole Heart Electrical Activity and ECG Generation, in Computational and Mathematical Methods in Medicine, 2013, DOI:10.1155/2013/134208, PMC 3654639, PMID 23710247.
27. ↑   Eranna, Golla, Crystal Growth and Evaluation of Silicon for VLSI and ULSI, CRC Press, 2014,  p. 7, ISBN 978-1-4822-3281-3.
28. 1 2 3   Transmission Lines data. Transmission-line.net. Recuperato il 03 febbraio 2014.
29. ↑   R. M. Pashley, M. Rzechowicz, L. R. Pashley e M. J. Francis, De-Gassed Water is a Better Cleaning Agent, in The Journal of Physical Chemistry B, vol. 109, n. 3, 2005,  pp. 1231–8, DOI:10.1021/jp045975a, PMID 16851085.
30. ↑  ASTM D1125 Standard Test Methods for Electrical Conductivity and Resistivity of Water
31. ↑  ASTM D5391 Standard Test Method for Electrical Conductivity and Resistivity of a Flowing High Purity Water Sample
32. ↑  Lawrence S. Pan, Don R. Kania, Diamond: electronic properties and applications, p. 140, Springer, 1994 ISBN 0-7923-9524-7.
33. ↑   S. D. Pawar, P. Murugavel e D. M. Lal, Effect of relative humidity and sea level pressure on electrical conductivity of air over Indian Ocean, in Journal of Geophysical Research, vol. 114, D2, 2009,  pp. D02205, Bibcode:2009JGRD..114.2205P, DOI:10.1029/2007JD009716.
34. ↑   E. Seran, M. Godefroy e E. Pili, What we can learn from measurements of air electric conductivity in 222Rn - rich atmosphere, in Earth and Space Science, vol. 4, n. 2, 2016,  pp. 91–106, Bibcode:2017E&SS....4...91S, DOI:10.1002/2016EA000241.
35. ↑   Copper Wire Tables (PDF) (archiviato dall'url originale il 21 agosto 2010). US Department of Commerce. National Bureau of Standards Handbook. 21 febbraio 1966
36. ↑  Kittel, p. 158.